# Hermann Oxfort

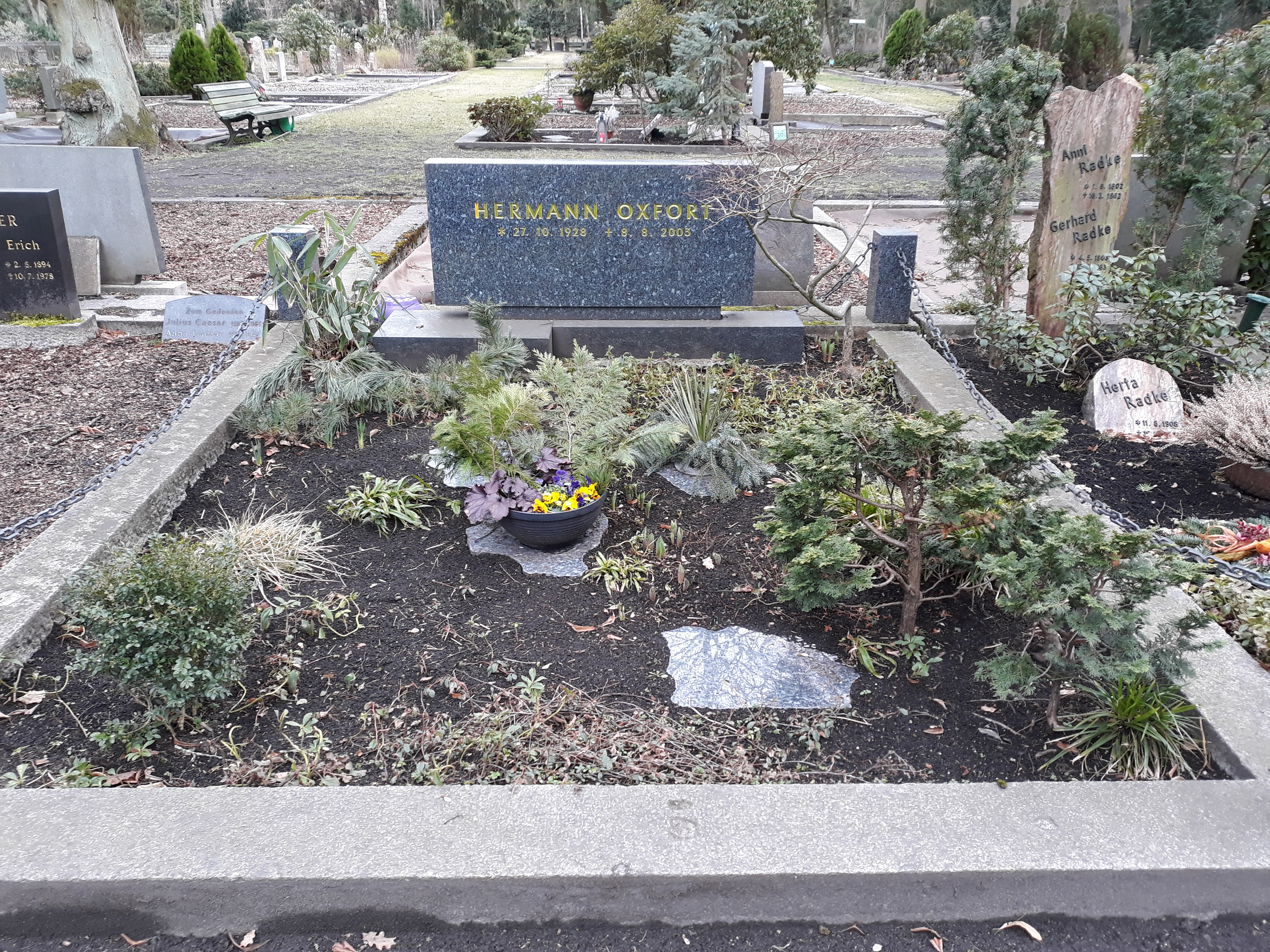
Das Grab von Hermann Oxfort auf dem Friedhof In den Kisseln in Berlin.

Hermann Oxfort (* 27. Oktober 1928 in Erfurt; † 8. August 2003 in Berlin) war ein deutscher Politiker (FDP) und Rechtsanwalt. Er war von 1963 bis 1975 Vorsitzender der FDP-Fraktion im Berliner Abgeordnetenhaus, anschließend bis 1976 und erneut von 1983 bis 1985 Senator für Justiz West-Berlins.

## Ausbildung und Beruf
Hermann Oxfort wurde als Sohn eines Kaufmanns geboren, legte 1947 in Erfurt das Abitur ab, absolvierte dann eine kaufmännische Grundausbildung an der Volkshochschule sowie eine Stenotypistenprüfung. Eine Ausbildung als Rechtspfleger im thüringischen Justizdienst musste er aus politischen Gründen abbrechen.
Oxfort wurde in Thüringen, das zur sowjetischen Besatzungszone gehörte, nicht zum Studium zugelassen und wechselte 1949 West-Berlin, wo er Rechtswissenschaft, Philosophie, Soziologie und Psychologie an der Freien Universität (FU) studierte. 1952 legte der die Erste juristische Staatsprüfung ab. Bis Ende 1953 arbeitete er beim Studentenwerk der FU. Anschließend absolvierte er seinen Vorbereitungsdienst als Referendar im Bereich des Kammergerichts, arbeitete nebenher in einer Berliner Anwaltskanzlei. Nach dem zweiten Staatsexamen 1957 wurde er Rechtsanwalt, ab 1968 auch Notar. Er führte eine eigene Kanzlei in Spandau und vertrat prominente Klienten wie die Unternehmerin Beate Uhse oder nach 1990 den letzten DDR-Staatsratsvorsitzenden Manfred Gerlach.
Oxfort war Mitglied des Verwaltungsrats der Berliner Sparkasse.

## Politische Karriere
Oxfort engagierte sich seit 1946 für die Liberal-Demokratische Partei Deutschlands (LDP) in Thüringen, stritt mit der FDJ und geriet 1947 vorübergehend in politische Haft. 1948 wurde er LDP-Mitglied, 1952 Mitglied der West-Berliner FDP. 
Von 1963 bis 1981 war Oxfort Mitglied des Abgeordnetenhauses von Berlin. Die FDP-Fraktion wählte ihn von 1963 bis 1975 zum Vorsitzenden. Von 1969 bis 1971 und war er Landesvorsitzender der FDP Berlin, von 1968 bis 1972 gehörte er dem FDP-Bundesvorstand an.
Auf dem FDP-Bundesparteitag in Hannover war er 1967 einer der Wortführer für eine neue Ost- und Deutschlandpolitik. Im Januar 1968 diskutierte er vor etwa 3.000 Anhängern der Außerparlamentarischen Opposition beim FDP-Bundesparteitag in Freiburg im Breisgau mit Rudi Dutschke und Ralf Dahrendorf über die Reformierbarkeit der Bundesrepublik. Zu seinem politischen Credo gehörte eine aktive Wiedervereinigungspolitik, die er auch in den 1980er Jahren nicht aufgab, als sie im Westen Deutschlands für veraltet gehalten wurde. 1969 und 1974 war Oxfort Mitglied der Bundesversammlung, wo er an der Wahl von Gustav Heinemann und Walter Scheel zum Bundespräsidenten beteiligt war.
Im April 1975 wurde Oxfort im Zuge der rot-gelben Senatskoalition unter Klaus Schütz Bürgermeister von Berlin (d. h. Stellvertreter des Regierenden Bürgermeisters) und Senator für Justiz, vertrat Berlin im Bundesrat. Am 10. Juli 1976 übernahm er nach einem spektakulären Ausbruch der RAF-Terroristinnen Inge Viett, Juliane Plambeck, Gabriele Rollnik und Monika Berberich aus der Frauenhaftanstalt in der Lehrter Straße die politische Verantwortung und trat von dem Amt zurück.
Oxfort war 1979 gemeinsam mit Alexander von Stahl Mitbegründer und Vorsitzender der Liberalen Gesellschaft, die sich eine rechtsliberale Erneuerung der FDP zum Ziel setzte.
Von März 1983 bis 1985 war Oxfort als Teil der schwarz-gelben Senatskoalition unter Richard Weizsäcker bzw. Eberhard Diepgen erneut Justizsenator. Gegenüber Hausbesetzern vertrat er eine scharfe Linie, wandte sich gegen „rechtsfreie Räume“ und die Rücknahme von Strafanträgen gegen 177 Besetzer durch die Wohnungsbaugesellschaft Neue Heimat. Er war mehrere Jahre Mitglied des Richterwahlausschusses der Stadt. Von 1985 bis 1989 war er erneut Mitglied des Abgeordnetenhauses.
Von 1989 bis 1990 war Oxfort erneut Landesvorsitzender der Berliner FDP. Im September 1989 legte er einen Plan zur deutschen Konföderation vor. 1990 vereinten sich unter seiner Führung FDP und die ehemalige DDR-Blockpartei LDP in Berlin zu einem Landesverband.

## Privates
Oxfort war seit 1969 in zweiter Ehe mit Ruth Lenz verheiratet und hatte vier Kinder: Angelika, Wolfgang, Ursula und Livia. Seine Hobbys waren Archäologie und Geschichte. Von 1985 bis 1999 war er Vorsitzender des Vereins für die Geschichte Berlins, gegr. 1865. 1997 brachte er die Vereinsbibliothek in der Zentral- und Landesbibliothek Berlin im Alten Marstall in Berlin-Mitte unter.
Oxfort starb an den Folgen eines Herzleidens.

## Auszeichnungen
1964 wurde Oxfort Ehrenoberst der Nationalgarde der Vereinigten Staaten im Bundesstaat Mississippi. 1969 wurde er mit dem Bundesverdienstkreuz am Bande und 1979 mit dem Großen Bundesverdienstkreuz ausgezeichnet. Die Sparkassenorganisation ehrte ihn mit der Dr.-Johann-Christian-Eberle-Medaille. 1998 erhielt er die Fidicin-Medaille und die Ehrenmitgliedschaft des Vereins für die Geschichte Berlins. Zu der geplanten Ernennung zum Stadtältesten von Berlin kam es durch seinen Tod nicht mehr. Seit Oktober 2014 trägt ein Weg entlang des Burgwallgrabens an der Havel in Berlin-Spandau den Namen von Hermann Oxfort.  Der damalige Erste Vorsitzende des Spandauer Geschichtsvereins, Karl-Heinz Bannasch, hielt auf Einladung des Spandauer Bezirksamtes die Gedenkrede für Hermann Oxfort bei der Namensgebung. Bannasch hat von 1978 bis zum Tod von Hermann Oxfort innerhalb der Berliner und Spandauer FDP mit diesem eng zusammen gearbeitet.

## Schriften
- Hermann Oxfort: Plädoyer für Berlin: Reden eines Liberalen 1963–70. o. O. 1971.